# Рождество в Рио
«Рождество в Рио» (итал. Natale a Rio) — итальянский комедийный фильм, снятый режиссёром Нери Паренти в 2008 году.

## Сюжет
Паоло Берни (Кристиан Де Сика), администратор агентства недвижимости, и Марио Патани (Массимо Гини), профессор этики, решают поехать в отпуск вместе в Рио-Де-Жанейро, не зная, что и их сыновья, и их бывшие жены тоже в Рио.
В Бразилии ещё есть журналист Фабио Сперанза (Фабио Де Луиджи), который хочет демонстрировать своей любимой коллегой Линде (Мишель Хунцикер), что её парень Джанни (Паоло Контичини) ей изменяет.

## В главных ролях
- Кристиан Де Сика — Паоло Берни
- Массимо Гини — Марио Патани
- Фабио Де Луиджи — Фабио Сперанза
- Мишель Хунцикер — Линда Вита
- Паоло Контичини — Джанни
- Лудовико Фремонт — Пиеро Берни
- Эмануэле Пропицио — Марко Патани
- Нери Паренти — камео

## Восприятие
Фильм собрал 24 678 792 евро в итальянских кинотеатрах, став 33-м самым кассовым фильмом за всю историю национального проката
Критик MYmovies.it Джанкарло Дзаполли оценил фильм на 3,5 звезды по пятибалльной шкале. По его мнению, «это эскапистское кино без излишних претензий, вызывающее улыбку». Он также отметил удачный экранный дуэт Хунцикер и Де Луиджи. Роберто Ромби из La Repubblica охарактеризовал картину как комедию ошибок.